# Antônio Pinheiro Guedes
Antônio Pinheiro Guedes foi um senador do Brasil durante a República Velha (ou Primeira República).